# Чорна Кур'я
Чо́рна Ку́р'я (рос. Чёрная Курья) — село у складі Мамонтовського району Алтайського краю, Росія. Адміністративний центр та єдиний населений пункт Чорнокур'їнської сільської ради.

## Населення
Населення — 1009 осіб (2010; 1057 у 2002).
Національний склад (станом на 2002 рік):
- росіяни — 95 %